# Álvaro de la Lama
Álvaro de la Lama Mena (Madrid, 28 de noviembre de 1980) es un presentador de televisión y radio español.

## Biografía
Se licenció como periodista en la Universidad Francisco de Vitoria, en Pozuelo de Alarcón (Madrid). 
Comenzó en 2005 su trayectoria como reportero en el programa deportivo "En Acción" de Telemadrid. Un año más tarde ficha como periodista deportivo en La Sexta donde cubre el Mundial de Alemania y como reportero los partidos de Liga de Primera División hasta 2008. En este año, entra en la plantilla de reporteros de "España Directo" de TVE. 
En 2010 ficha como presentador del nuevo canal Marca TV donde presenta varios programas: uno dedicado a la información deportiva de actualidad, Marcacenter y otro de fin de semana donde realiza el seguimiento de la jornada liguera, Marca gol. Es ahí donde adquiere larga experiencia en directos. 
En 2012 da el salto a Cuatro para presentar, junto con Jesús Gallego, el programa de información política "Te vas a enterar". Cuando Mediaset cancela el programa, el grupo de comunicación le ofrece presentar el primer programa radiofónico en la historia del grupo: "MorninGlory", magazine de actualidad.
En 2014, Álvaro es el elegido para presentar los debates de "Supervivientes" en Telecinco. Ese mismo año, también copresenta, junto a Emma García el programa de verano en Telecinco "Ex, ¿qué harías por tus hijos?". Además, comienza a colaborar en programas de la casa como "¡Qué tiempo tan feliz!".
Desde 2014 es el presentador de "MorninGlory" y "Partido a Partido", un magazine y un programa de deportes de la radio en línea de Mediaset (Radioset).

## Trayectoria

### Programas de televisión
| Año         | Programa                          | Situación     | Canal          |
| ----------- | --------------------------------- | ------------- | -------------- |
| 2005        | En acción                         | Reportero     | Telemadrid     |
| 2006        | La Sexta Deportes                 | Reportero     | La Sexta       |
| 2008        | España Directo                    | Reportero     | TVE            |
| 2010        | Marca gol                         | Presentador   | Marca TV       |
| 2012 - 2013 | Te vas a enterar                  | Copresentador | Cuatro         |
| 2013 - 2014 | Tiki-Taka                         | Comentarista  | Energy         |
| 2014        | Mi madre cocina mejor que la tuya | Concursante   | Cuatro         |
| 2014        | Supervivientes: El Debate         | Presentador   | Telecinco      |
| 2014        | Ex, ¿qué harías por tus hijos?    | Copresentador | Telecinco      |
| 2015 - 2016 | ¡Qué tiempo tan feliz!            | Colaborador   | Telecinco      |
| 2016 - ¿?   | La tertulia                       | Presentador   | Real Madrid TV |

 2022- actualidad. Colaborador “Ahora o Nunca” TVE

### Series
| Año  | Serie    | Personaje | Canal  | Notas      |
| ---- | -------- | --------- | ------ | ---------- |
| 2015 | Gym Tony | Álvaro    | Cuatro | 1 episodio |

### Radio
| Año         | Programa          | Situación   | Canal      |
| ----------- | ----------------- | ----------- | ---------- |
| 2014 - 2016 | MorninGlory       | Presentador | Cuatro.com |
| 2014 - 2014 | Por todos         | Presentador | Cuatro.com |
| 2014 - 2016 | Partido a partido | Presentador | Cuatro.com |